# PowerPC
PowerPC je RISC mikroprocesor arhitektura stvorena 1991. godine u kooperaciji Apple, IBM i Motorola poznata sa nadimkom AIM. Prvobitno namjenjena isključivo ličnim računarima, PowerPC CPU-jevi su postali jako popularni u embeded i visokooperativnim procesorima. PowerPC je bio osnova AIM-ovih PReP i Zajedničke Hardver Okosnice Platforme ((језик: енглески)) strategija u 1990-tim, ali je ova arhitekture našla najviše uspeha u tržištu za Apple-ov Macintosh ličnih računar u periodu od 1994. do 2006.
PowerPC je većinom baziran na IBM-ovoj starijoj POWER arhitekturi, zbog čega je zadržao veliki nivo kompatibilnosti sa tim sistemima. Tako je npr. moguće instalirati iste operativne sisteme i programe na obe platforme, ako se vodi računa u pripremi.